# Sulzbacher Torarolle
Die Sulzbacher Torarolle ist eine Torarolle aus Sulzbach-Rosenberg. Sie stammt aus dem Jahr 1792 oder 1793 und überstand sowohl den Sulzbacher Stadtbrand von 1822 als auch die Novemberpogrome 1938. Nach dem Untergang des Nationalsozialismus wurde sie über sieben Jahrzehnte lang unerkannt im Toraschrein der Amberger Synagoge aufbewahrt. Nach ihrer Wiederentdeckung wurde sie restauriert und am 27. Januar 2021 im Anschluss an die Gedenkstunde zum Tag des Gedenkens an die Opfer des Nationalsozialismus des Deutschen Bundestags im Andachtsraum im Reichstagsgebäude fertiggestellt. Paten waren die Organwalter der fünf ständigen Verfassungsorgane des Bundes.

## Geschichte
Die Torarolle wurde für die Synagoge von Sulzbach auf Pergament geschrieben. Dafür wurden dreißig Tierhäute aneinandergefügt, so dass eine Länge von 24 Metern und eine Höhe von 65 Zentimetern zustande kam. Sulzbach hatte von der Mitte des 18. bis zur Mitte des 19. Jahrhunderts ein blühendes jüdisches Gemeindeleben. Bis 1851 existierte in der Stadt über fast zwei Jahrhunderte eine der weltweit bedeutendsten hebräischen Buchdruckereien. 1737 baute die jüdische Gemeinde eine neue Synagoge, als Ersatz für die baufällige erste Synagoge von 1687. Sie brannte beim Stadtbrand in der Nacht vom 9. auf dem 10. Juni 1822 nieder. Der damalige Rabbiner Isak Aronsohn Mannheimer konnte noch sechs Torarollen aus der Synagoge retten, unter ihnen wahrscheinlich die Sulzbacher Torarolle. Dank der großzügigen finanziellen Unterstützung durch die eigenen Gemeindemitglieder und Sammlungen in anderen Gemeinden konnte die im klassizistischen Stil gebaute neue Synagoge am 31. August 1824 eingeweiht werden. Sie galt seinerzeit als eine der schönsten Synagogen Bayerns und war der Mittelpunkt des jüdischen Lebens in Sulzbach. Dennoch sank die Zahl der Gläubigen weiter und im September 1930 kam kein Minjan mehr zustande. Die Synagoge wurde für einen symbolischen Preis an die Stadt Sulzbach verkauft und zum Heimatmuseum umgenutzt. So überstand der Bau die Novemberpogrome 1938 unbeschadet. Die Torarollen und andere liturgische Gegenstände wurden in die Amberger Synagoge gebracht. Man nahm an, dass sie dort in der Pogromnacht mit der Inneneinrichtung der Synagoge von SA-Männern verbrannt worden sei. Tatsächlich konnte der Amberger Rabbiner Leopold Godlewsky die Tora vor der Pogromnacht im Heimatmuseum der Stadt Amberg in Sicherheit bringen, wo sie den Nationalsozialismus überdauerte. Die folgenden sieben Jahrzehnte verblieb sie unerkannt im Toraschrein der Amberger Synagoge.

## Wiederentdeckung
2015 entdeckte Elias Dray, der Rabbiner der Israelitischen Kultusgemeinde Amberg, im Toraschrein der Amberger Synagoge die Sulzbacher Torarolle, die er nur aufgrund der Jahreszahl als eine historisch wertvolle Handschrift erkannte. Die Torarolle trägt die Inschrift „Sulzbach“ und auf ihrer Halterung die Jahreszahl „5553“ nach dem jüdischen Kalender, was dem Ende des Jahres 1792 und Anfang des Jahres 1793 im gregorianischen Kalender entspricht. Eine solche Angabe der Jahreszahl ist ausgesprochen selten. Da die Tora durch den langen Gebrauch und die jahrzehntelange Lagerung abgenutzt und die Schrift stark verblichen war, galt sie nicht mehr als koscher und konnte nicht mehr rituell genutzt werden. Experten in Israel schätzten die Kosten für eine fachgerechte Restaurierung der Tora auf 40.000 bis 50.000 Euro. Daher nahm die Amberger Kultusgemeinde zunächst von der Restaurierung Abstand. Da nicht mehr kultisch nutzbar, wäre die Tora normalerweise in einer Genisa aufbewahrt oder in einem Tonkrug auf einem jüdischen Friedhof begraben worden. Elias Dray hatte aber die Hoffnung, dass sich doch noch eine Möglichkeit zur Finanzierung der Restaurierung und damit zu einer Nutzung im Gottesdienst finden könnte. Am 18. April 2016 wurde die Tora als Leihgabe für eine einjährige Ausstellung zum 350-jährigen Gemeindejubiläum in die Sulzbacher Synagoge überführt.
Später wurde die Restaurierung durch die Kostenübernahme des Bundes tatsächlich ermöglicht und in der israelischen Stadt Bnei Berak von einer Gruppe um den Sofer Izak Rosengarten durchgeführt. Dabei wurde das Pergament stabilisiert und jeder Buchstabe von Hand mit Tinte nachgezogen. Nach Abschluss der ein Jahr dauernden Arbeiten befand sich die Tora fast wieder in einem Zustand, der die Nutzung im Gottesdienst gestattete. Lediglich acht Buchstaben am Ende der Schrift fehlten noch.

## Fertigstellung im Deutschen Bundestag
Die Fertigstellung der Restaurierung ist ein Akt, der üblicherweise während einer Feierstunde in einer Synagoge vollzogen wird. Im Fall der Sulzbacher Torarolle fand er stattdessen am 27. Januar 2021, dem Tag des Gedenkens an die Opfer des Nationalsozialismus, im Anschluss an die zugehörige Gedenkstunde des Deutschen Bundestags im Andachtsraum im Reichstagsgebäude statt. Dort schrieb  Sofer Rabbiner Shaul Nekrich (Jüdische Gemeinde Kassel) die letzten acht Buchstaben mit einem Gänsekiel und koscherer Tinte ans Ende der Torarolle. Paten der Torarolle sind die höchsten Repräsentanten der Bundesrepublik Deutschland: Bundespräsident Frank-Walter Steinmeier, Bundestagspräsident Wolfgang Schäuble, Bundeskanzlerin Angela Merkel, Bundesratspräsident Reiner Haseloff und der Präsident des Bundesverfassungsgerichts, Stephan Harbarth.

„Als Repräsentanten aller Verfassungsorgane bringen wir mit diesem ungewöhnlichen und in dieser Form einzigartigen symbolischen Akt die staatliche Selbstverpflichtung zum Ausdruck, jüdisches Leben in Deutschland zu ermöglichen und zu schützen.“

An der Zeremonie nahmen als Vertreter des Judentums in Deutschland der Präsident des Zentralrats der Juden in Deutschland Josef Schuster, die Vorsitzende der Israelitischen Kultusgemeinde München und Oberbayern Charlotte Knobloch sowie der Amberger Rabbiner Elias Dray teil. Knobloch war zuvor auch während des Gedenkakts als Rednerin aufgetreten. Für Josef Schuster ist die „über 200 Jahre alte Sulzbacher Torarolle ein faktisches Zeichen, dass jüdisches Leben in Deutschland weit zurückreicht“.
Unter normalen Umständen wäre es üblich gewesen, dass der Sofer den Paten beim Auftragen der fehlenden Buchstaben die Hand führt. Da dies aufgrund der Abstandsregeln während der COVID-19-Pandemie nicht möglich war, schrieb er die Buchstaben selbst. Jedoch hielt dafür die jeweils auserwählte Person symbolisch die Tora an ihrem Griff fest.
Die letzten Verse des 5. Buches Mose lauten: »Und es stand hinfort kein Prophet in Israel auf wie Mose, den der Ewige erkannt hätte von Angesicht zu Angesicht (…) und mit all der mächtigen Kraft und den großen Schreckenstaten, die Mose vollbrachte vor den Augen von ganz Israel (Le-Ejnei Kol Israel)« - die letzten Buchstaben, die während des Festakts geschrieben worden sind.
Im Anschluss an den Festakt im Deutschen Bundestag wurde die Sulzbacher Torarolle zunächst eingelagert. Im Oktober 2021 wurde sie nach einer Feierstunde im Amberger Kongresszentrum mit Landtagspräsidentin Ilse Aigner als Ehrengast in einem Festumzug in die Amberger Synagoge getragen. Dort ist ihre Nutzung im Gottesdienst vorgesehen.